# 祁阳细辛
祁阳细辛（学名：Asarum magnificum）为马兜铃科细辛属的植物，为中国的特有植物。分布在中国大陆的江西、陕西、广东、湖南、湖北、浙江等地，生长于海拔300米至700米的地区，一般生长在林下阴湿处，目前尚未由人工引种栽培。

## 别名
山慈姑（广东） 南细辛（江西）

## 异名
- Asarum magnificum Tsiang ex C. Y. Cheng et C. S. Yang var. dinghuense C. Y. Cheng et C. S. Yang